# Kościół Trójcy Przenajświętszej w Kętach
Kościół Trójcy Przenajświętszej w Kętach – rzymskokatolicki kościół klasztorny należący do klarysek od Wieczystej Adoracji. W 1999 roku ks. biskup Tadeusz Rakoczy ogłosił to miejsce diecezjalnym Sanktuarium Wieczystej Adoracji Najświętszego Sakramentu.
W dniu 13 lipca 1885 roku zmartwychwstaniec o. Piotr Semenenko poświęcił i wmurował kamień wegielny pod budowę świątyni. W dniu 13 grudnia 1892 roku proboszcz z Kęt ks. Maciej Warmuz odprawił w niej pierwszą Mszę Świętą, z kolei w dniu 10 września 1893 roku ks. kard. Albin Dunajewski konsekrował świątynię nadając jej wezwanie Trójcy Przenajświętszej. Duchową opiekę nad siostrami i kościołem sprawował kapucyn o. Honorat Koźmiński, to wedle jego wskazówek zostało wykonane wyposażenie kościoła.
W 1890 roku Kęty odwiedził Stanisław Jarząbek, snycerz z Podhala. Został polecony Matce Łempickiej przez Karolinę Naglik, właścicielkę młyna i tartaku w Kętach, która poznała go zapewne w czasie sprowadzania drewna z Nowego Targu. Właśnie tej osobie powierzono wykonanie wystroju nowo wybudowanej świątyni. W latach 1890–1893 Jarząbek wykonał ołtarz główny i dwa boczne, ambonę, balaski oddzielające prezbiterium od nawy głównej, ozdobny żyrandol, rzeźby św. Franciszka, św. Jana Kantego, św. Józefa, św. Klary, a także krucyfiks. Wyposażenie wykonane jest głównie z drewna pokrytego ciemną bejcą, co jest jednocześnie kontrastem dla jasnych, pozostawionych w kolorze naturalnego drewna figur znajdujących się w ołtarzach.
Sama świątynia została wzniesiona na planie prostokąta w stylu neogotyckim, także jej wyposażenie reprezentuje ten styl. Dwuspadowy dach w 1992 roku został częściowo pokryty miedzianą blachą. Charakterystycznymi elementami architektonicznymi są ostrołukowe okna oraz portal, a także gotycka sygnaturka z bogatą ornamentyką. Fasada kościoła jest wtopiona w południowo-wschodni narożnik zabudowań klasztornych. Z przodu jest połączona z bryłą skrzydła klasztornego. Wejście do świątyni jest ozdobione wysuniętą kruchtą, nakrytą dwuspadowym daszkiem. Powyżej jest umieszczony wysoki uskokowy szczyt, na którym znajduje się krzyż.
Kościół to budowla jednonawowa, czyli tzw. salowa. Jego wnętrze dzielą na trzy przęsła przyścienne kolumny w stylu korynckim. Umieszczone na nich łukowato wygięte imposty podpierają drewniany podwieszony sufit nawiązujący stylem do bazylik rzymskich. Drewniane kasetony są częścią przełamanego i podwyższonego w centralnej części stropu, ozdobionego przy kolumnach łukami w kształcie trójliści. Jeden z nich tworzy iluzoryczny łuk tęczowy pomiędzy nawą główną a chórem zakonnym przeznaczonym dla sióstr klauzurowych. Połączenie elementów gotyckich (m.in. ostrołukowych okien, stylizowanej snycerki) a także elementów architektury starożytnej (korynckich kolumn, kasetonowego stropu) świadczy o wystroju świątyni w stylu eklektycznym.